# 2169 Taiwan
2169 Taiwan (1964 VP1) là một tiểu hành tinh vành đai chính.